# Dia de Sant Valentí
El Dia de Sant Valentí és una celebració tradicional en alguns països anglosaxons, exportada a altres cultures, en la qual els que festegen, enamorats o esposos s'expressen el seu amor o afecte mútuament que se celebra el 14 de febrer. En molts països és considerat el Dia dels Enamorats, celebrat en aquesta data perquè es creia que era el dia en què les aus triaven parella. A Colòmbia, per motius comercials, aquesta festa se celebra el tercer cap de setmana de setembre i es coneix com a Dia de l'Amor i l'Amistat. En l'actualitat, se celebra mitjançant l'intercanvi de notes d'amor conegudes com a "valentines", amb símbols com la forma simbòlica del cor i Cupido.
Des del segle xix es va introduir l'intercanvi de postals produïdes massivament. A aquesta pràctica s'hi va afegir la de donar altres tipus de regals com ara roses i xocolates. Als Estats Units, aquesta celebració també es va començar a associar amb una salutació d'amor platònic de "Happy Valentine's", enviat pels homes a les seves amigues -rarament als seus amics-. Típicament, el Dia de Sant Valentí ha estat una festa occidental, però últimament s'ha estès a altres països, com el Japó, la Xina i Taiwan. A Catalunya el dia dels enamorats se celebra el 23 d'abril, Sant Jordi, i a la ciutat de València i la rodalia, el 9 d'octubre, Sant Dionís.
Tradicionalment a Barcelona i a altres indrets del Principat se celebrava el dia dels estafadors, estraperlistes, enredaires i malpagadors, ja que Sant Valentí era el sant patró d'aquest gremi.

## Origen
La diada fa referència a Sant Valentí, nom de diversos sants, dos dels quals fan la seva festivitat litúrgica el 14 de febrer: el bisbe sant Valentí de Terni i el màrtir Valentí de Roma. De fet, se'n sap ben poc d'aquests sants i s'ha dubtat que en sigui més d'un, que la tradició ha duplicat, o que, fins i tot, tinguin caràcter llegendari. El 1969, per no haver-hi proves fefaents de l'existència del bisbe de Terni, va ésser suprimit del calendari catòlic dels sants, mentre que s'hi mantenia el màrtir romà, però continua essent al Martirologi romà com a objecte de veneració.
La festa litúrgica de Sant Valentí fou declarada per primer cop vora l'any 498 pel papa Gelasi I. Afirmar que la creació d'aquesta festivitat pot haver estat un intent d'eliminar la celebració de les lupercàlies, festivitats paganes celebrades el 15 de febrer, com diuen alguns, no té gaire sentit, ja que en tenir cada dia de l'any catòlic un o més sants, és evident que sempre correspondrà a alguna de les innumerables festes del calendari romà antic. No hi ha, per tant, vinculació entre el patronatge dels enamorats i les festes romanes.
De fet, aquesta vinculació és tardana i no comença a esmentar-se fins al final de l'edat mitjana a França i Anglaterra quan apareix la llegenda que Sant Valentí havia casat parelles en secret després que el matrimoni fos prohibit per l'emperador Claudi II. En tot cas, el patronatge sobre els enamorats no s'estableix fins al segle xviii a Anglaterra. Una altra llegenda diu que és patró dels enamorats perquè la seva festa coincideix amb el moment de l'any en què els ocells comencen a aparellar-se.
A Catalunya el dia dels enamorats se celebra el 23 d'abril, Sant Jordi, tot i que hi ha referències d'una possible celebració al segle xv de l'amor per Sant Valentí, mostra de la qual és un poema de Pardo de la Casta que canta l'amor en aquest dia.
D'altra banda, a la ciutat de València i la rodalia se celebra el dia dels enamorats el 9 d'octubre, Sant Dionís.
A Zagreb, el Dia de Sant Valentí, els enamorats es regalen licitars.

## Temps moderns
El 1797 una editorial britànica va produir The Young Man's Valentine's Writer, que contenia molts poemes sentimentals suggerits per al jove amant. Les impremtes van començar a produir un nombre limitat de postals amb poemes i esbossos. El 1835, es van enviar per correu 60.000 valentines al Regne Unit.
La reducció de les tarifes postals després de la reforma postal de Sir Rowland Hill amb la invenció del segell de correus el 1840 va provocar un augment del nombre de missatges de Sant Valentí enviats, amb 400.000 enviats només un any després de la seva invenció, i va inaugurar la pràctica menys personal però més fàcil. D'enviar Sant Valentí. Això va permetre, per primera vegada, intercanviar cartes de manera anònima, la qual cosa es considera la raó de l'aparició sobtada de la poesia sugerente en una època d'una altra manera privilegiadament victoriana.
Des del segle xix, les notes manuscrites han donat pas a les targetes de felicitació massives. El comerç del Dia de Sant Valentí a mitjans del segle xix va ser un precursor de les vacances comercialitzades als EUA.
El 1868, la companyia britànica de xocolata Cadbury va crear Fancy Boxes per al dia de Sant Valentí, una caixa de bombons decorada en forma de cor. Les caixes de bombons farcits ràpidament es van associar amb la festa. A la segona meitat del segle xx, la pràctica de l'intercanvi de targetes es va estendre per incloure regals de tota mena, com ara joies.
La despesa mitjana en Sant Valentí als EUA augmenta anualment de 108 dòlars per persona el 2010 a 131 dòlars el 2013.
L'auge d'Internet al canvi de mil·lenni crea noves tradicions. Cada any, milions de persones utilitzen eines digitals per crear i enviar missatges de felicitació del dia de Sant Valentí. Alguns consideren que el dia de Sant Valentí és una festa distintiva per la seva comercialització.
A l'era moderna, litúrgicament, les esglésies luterana i anglicana tenen un servei del dia de Sant Valentí que inclou un ritu opcional de renovació dels vots matrimonials.